# Shōjo Comic

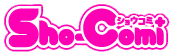
Logo Shojo Comic

Shōjo Comic (少女コミック) é uma revista de mangá shōjo publicada pela Shogakukan.

## Mangás
- Kyō, Koi o Hajimemasu de Kanan Minami[1]